# Apetlon
Apetlon (in ungherese: Mosonbánfalva) è un comune austriaco di 1 765 abitanti nel distretto di Neusiedl am See, in Burgenland; ha lo status di comune mercato (Marktgemeinde).

## Geografia fisica
Apetlon si trova su un'ampia pianuta situata all'interno del Parco Nazionale del Lago di Neusiedler-Seewinkel, sulla riva occidentale del lago di Neusiedler a un'altitudine di 120 m s.l.m. All'interno del territorio comunale si trova il punto più basso dell'Austria (114 m s.l.m.).